# Гај Марције Кориолан
Гај Марције Кориолан је полумитски римски војсковођа који је надимак Кориолан добио освајањем волшчанског града Кориоли године 493. п. н. е.
Према Плутарху, Кориолан је у сенату био заговорник аристократије и противио се демократским реформама у корист плебејаца. Када је лажно оптужен и осуђен за проневјеру, пребјегао је Волшчанима и ставио се на чело њихове војске која је опсјела Рим.
Тада су се пред њега бациле мајка Вентурија, жена Волумнија и дјеца преклињући га да не напада свој родни град. Кориолан је пред тим попустио, а бијесни Волшчани су га због тога убили.
Вилијам Шекспир је касније Кориолану посветио истоимену драму.